# Wagon-trémie

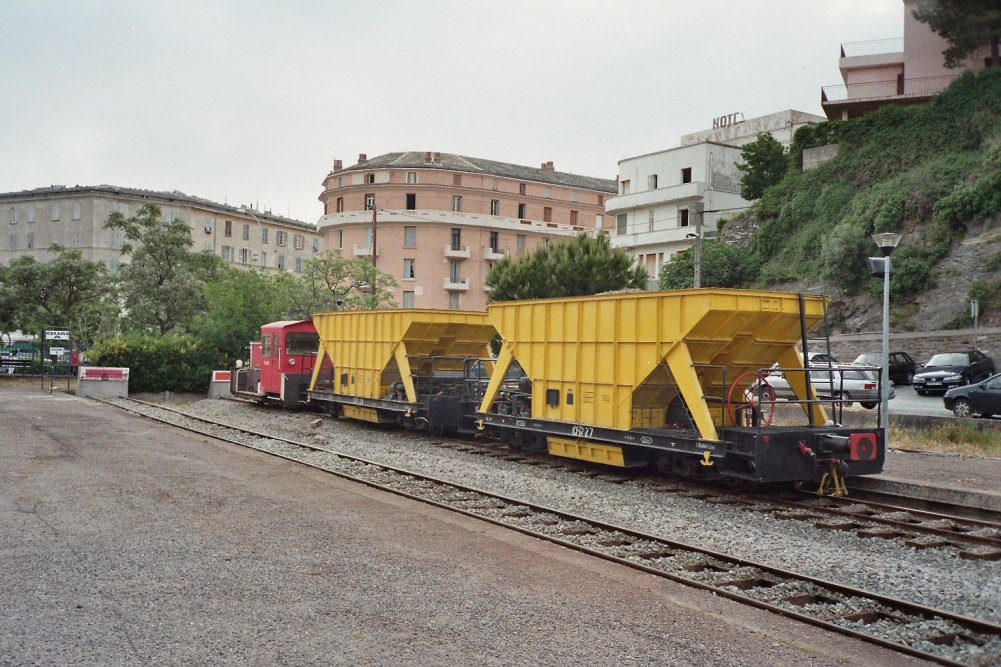
Wagons-trémie en Corse.

Un wagon-trémie (type UIC-F) est un wagon ferroviaire dont le déchargement s'effectue par gravité soit par-dessous, soit latéralement. La cargaison vidée est guidée par une trémie.

## Caractéristiques
Les côtés du wagon-trémie sont toujours fixes et de hauteurs variables selon les chargements.
Le déchargement peut s'effectuer soit manuellement, soit automatiquement, l'ouverture de la trémie étant alors commandée par un système mécanique ou électromécanique.
On distingue une catégorie de wagons-trémie couverts.

## Type par usage
Il existe des wagons-trémie pour différents usages.
- transport du minerai,
- transport du ballast et déchargement sur la voie,
- transport du sel,
- transport des céréales en grain.

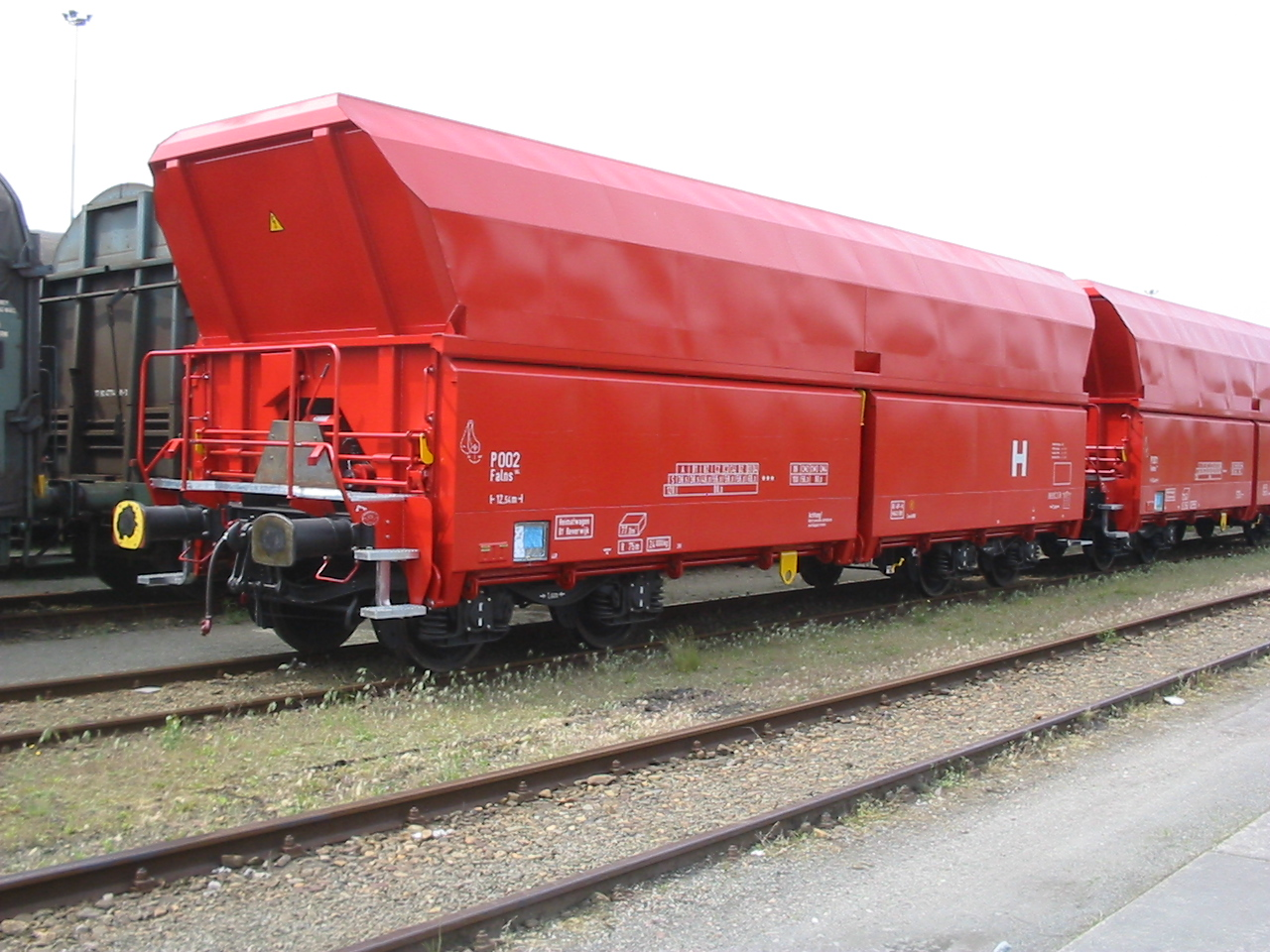
Wagon néerlandais de type Falns.
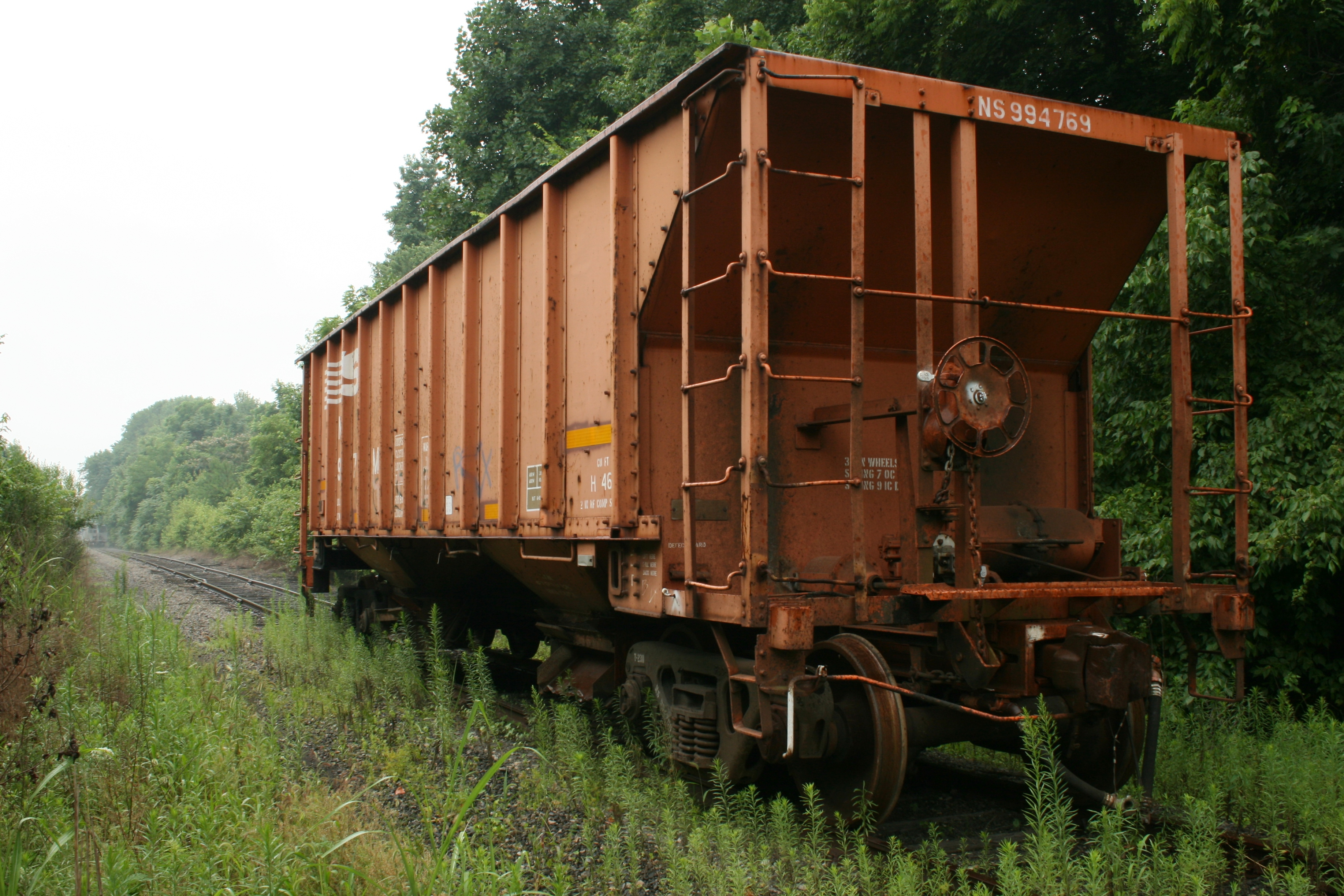
Modèle de wagon-trémie américain.
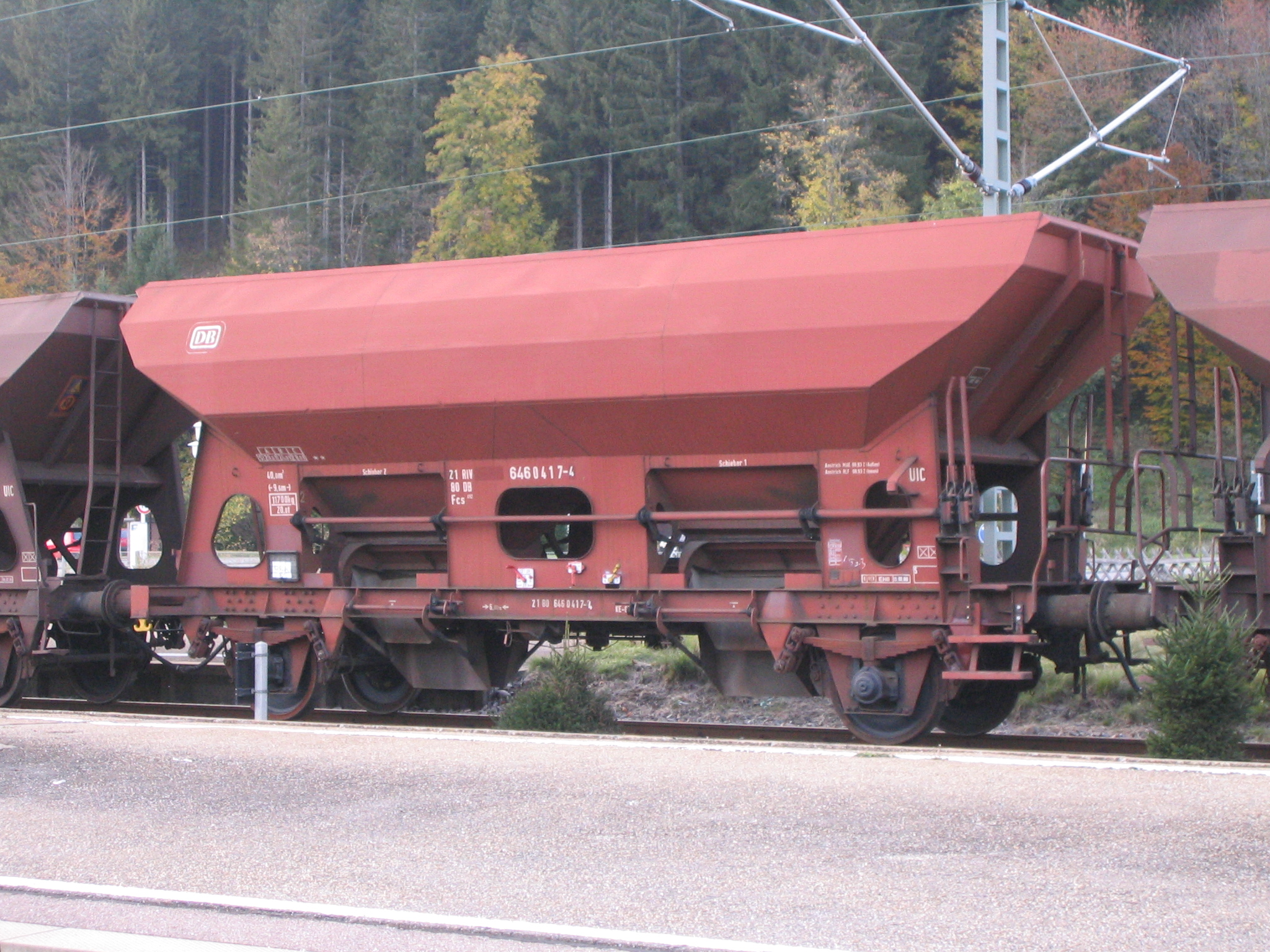
Modèle de wagon-trémie européen, ici un Fcs de la DB.
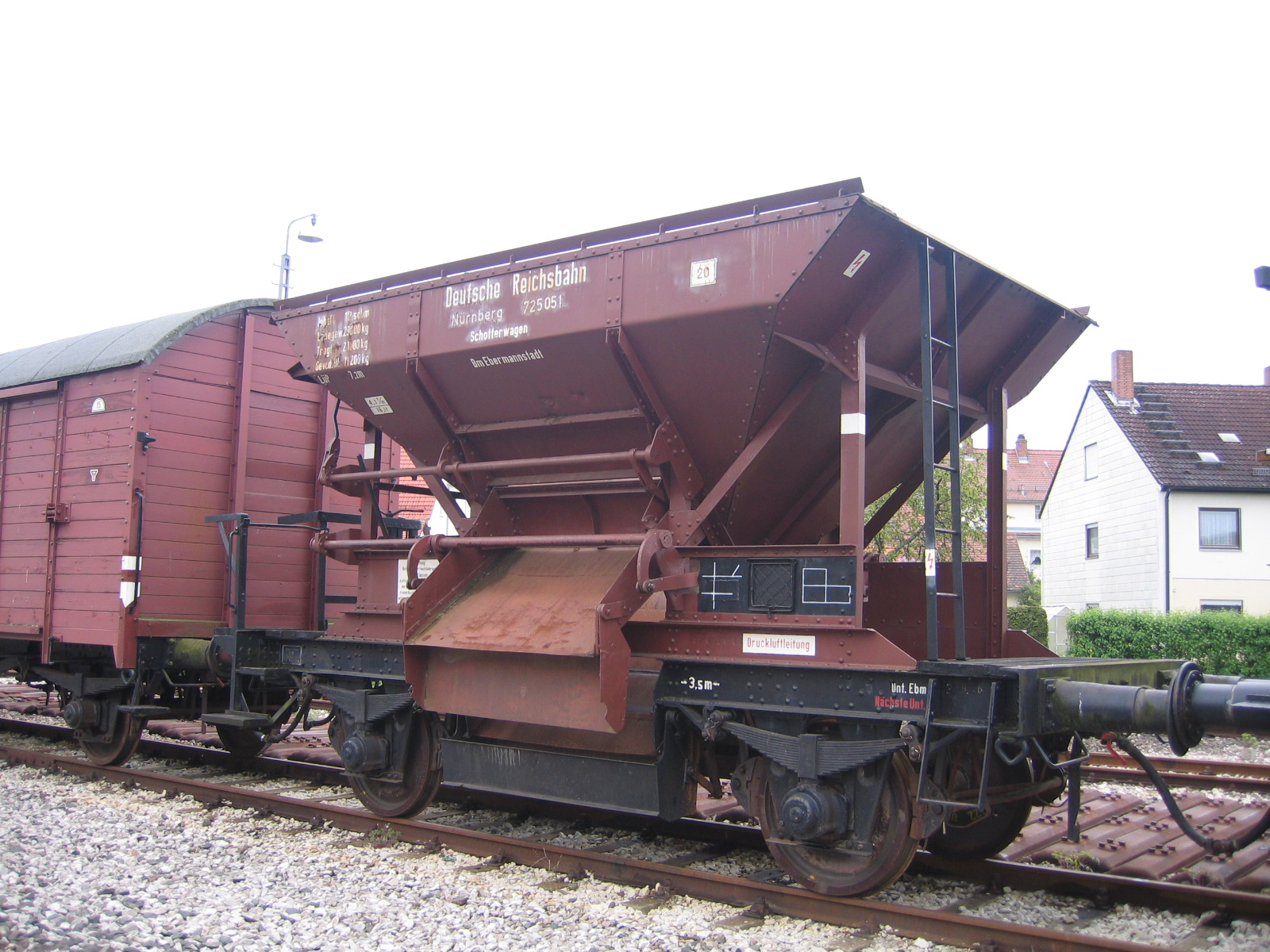
Wagon-trémie Talbot de la DR.
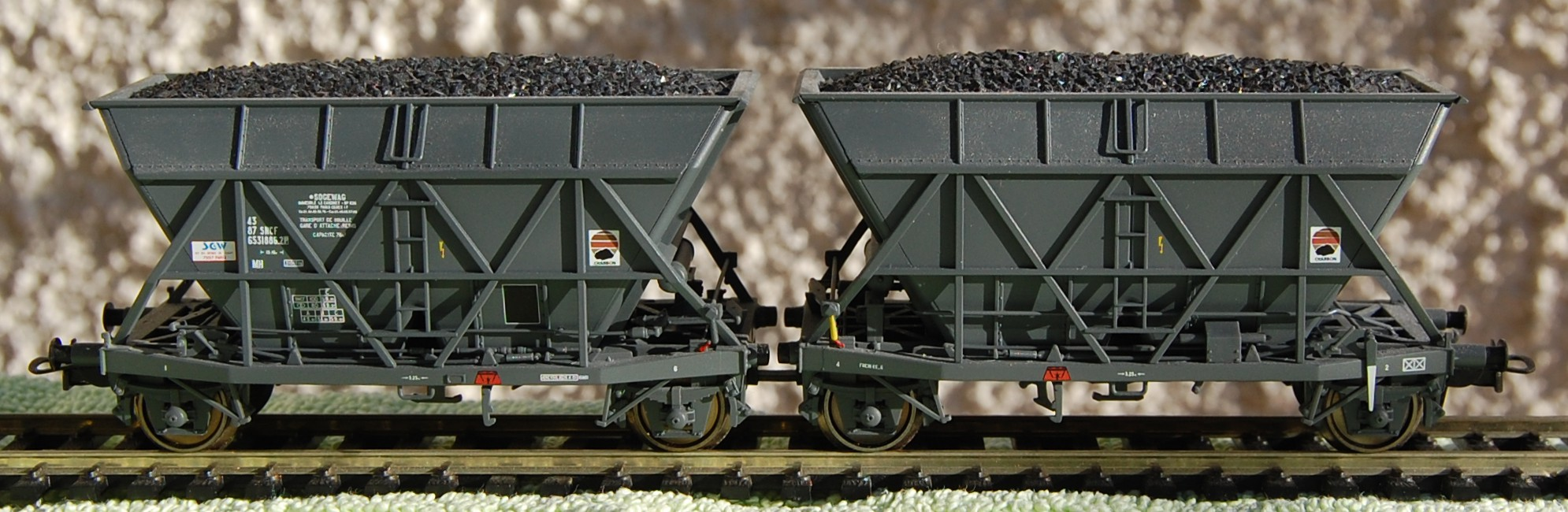
Modèle réduit de wagons-trémie doubles de la SNCF.
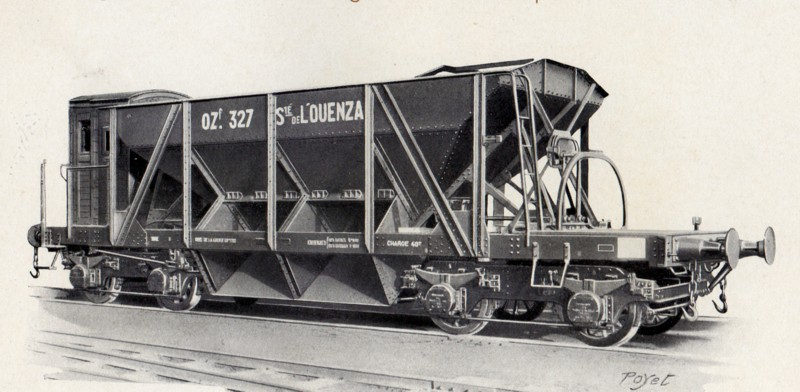
Wagon-trémie à guérite de la société des mines de l'Ouenza, Algérie, années 1920.
Train de wagons-trémie chargés de charbon en Écosse.
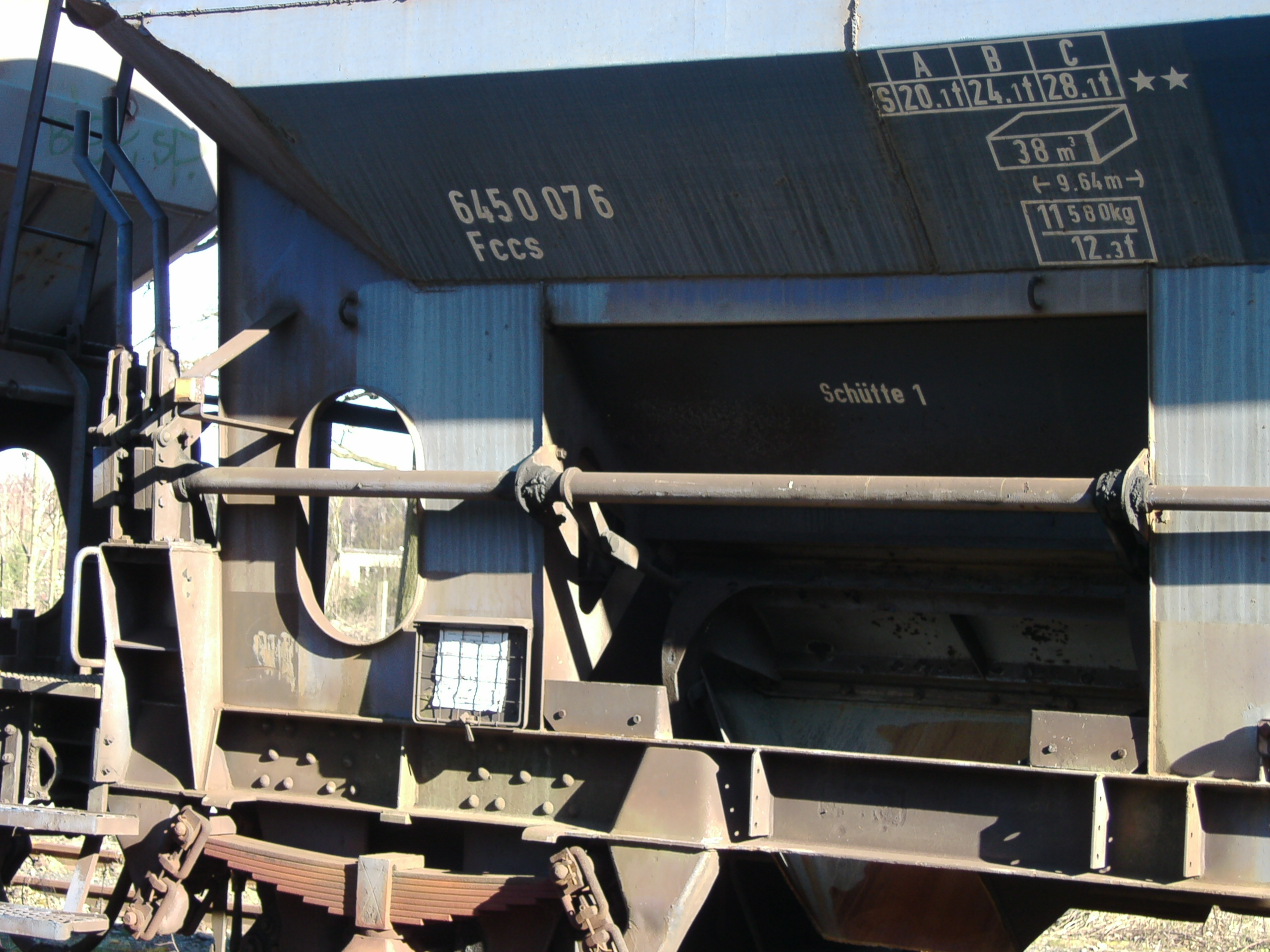
Mécanisme de vidange d'un wagon-trémie sur un modèle allemand.
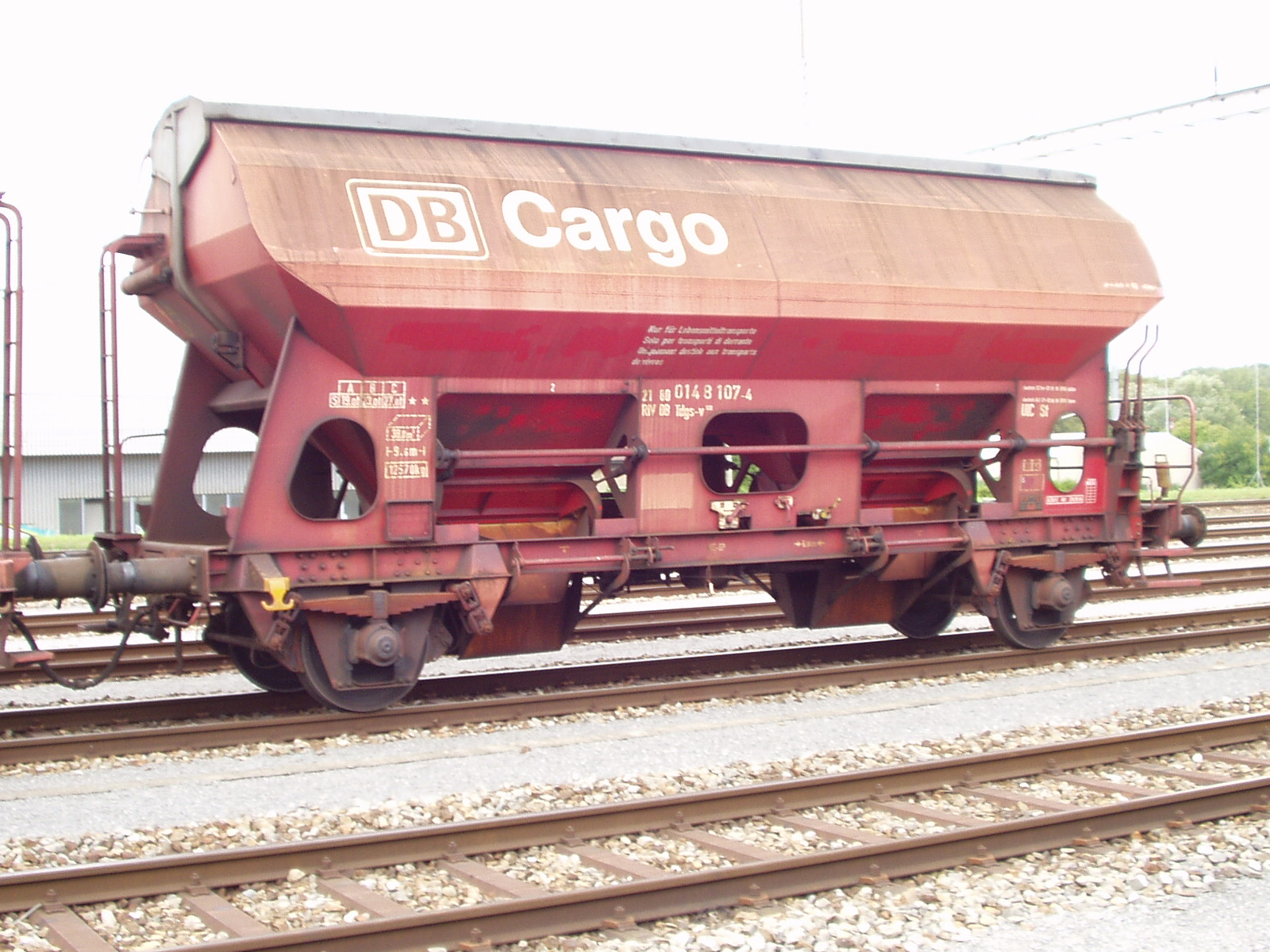
Wagon-trémie couvert Tdgs de la DB.
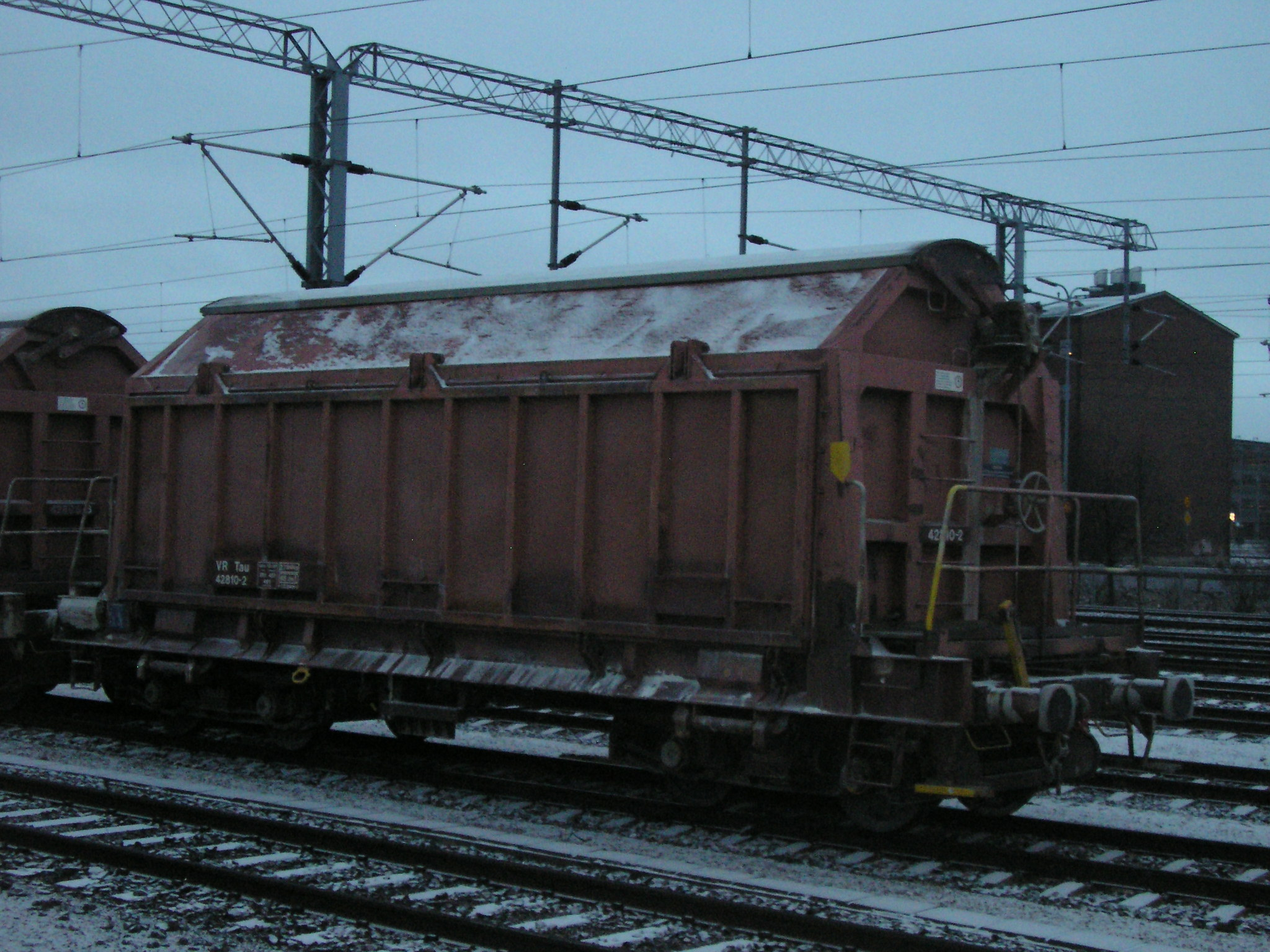
Wagon-trémie couvert Tau à parois latérales basculantes pour le transport du talc (Finlande).
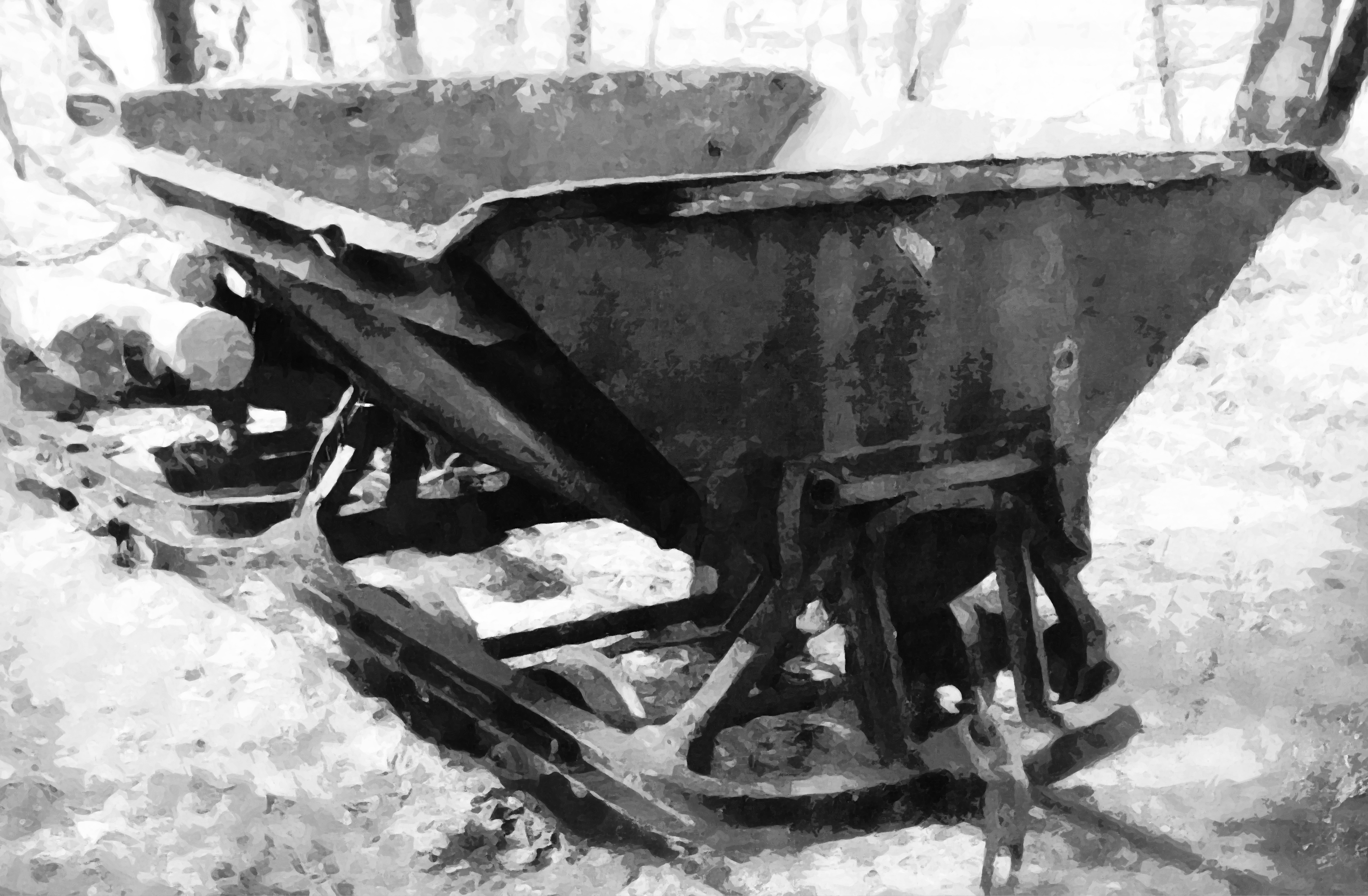
Wagon-trémie Decauville utilisé par l'ancien chemin de fer de la forêt de Soignes.